# Sionne
Sionne – miejscowość i gmina we Francji, w regionie Grand Est, w departamencie Wogezy.
Według danych na rok 1990 gminę zamieszkiwało 148 osób, a gęstość zaludnienia wynosiła 13 osób/km² (wśród 2335 gmin Lotaryngii Sionne plasuje się na 897. miejscu pod względem liczby ludności, natomiast pod względem powierzchni na miejscu 510.).